# David Dunđerski
David Dunđerski (in serbo Давид Дунђерски?; Bergamo, 28 ottobre 1999) è un calciatore serbo con cittadinanza italiana, difensore svincolato.

## Biografia
Anche suo padre, Ljubiša, è stato un calciatore.

## Carriera
Cresciuto nelle giovanili della squadra serba dello Spartak Subotica.

## Statistiche

### Presenze e reti nei club
Statistiche aggiornate all'8 maggio 2022.
| Stagione                | Squadra                 | Campionato              | Campionato | Campionato | Coppe nazionali | Coppe nazionali | Coppe nazionali | Coppe continentali | Coppe continentali | Coppe continentali | Altre coppe | Altre coppe | Altre coppe | Totale | Totale |
| Stagione                | Squadra                 | Comp                    | Pres       | Reti       | Comp            | Pres            | Reti            | Comp               | Pres               | Reti               | Comp        | Pres        | Reti        | Pres   | Reti   |
| ----------------------- | ----------------------- | ----------------------- | ---------- | ---------- | --------------- | --------------- | --------------- | ------------------ | ------------------ | ------------------ | ----------- | ----------- | ----------- | ------ | ------ |
| 2017-2018               | Spartak Subotica        | SL                      | 14         | 0          | CS              | 2               | 0               | -                  | -                  | -                  | -           | -           | -           | 16     | 0      |
| 2018-2019               | Spartak Subotica        | SL                      | 27         | 0          | CS              | 3               | 0               | UEL                | 3                  | 0                  | -           | -           | -           | 33     | 0      |
| 2019-2020               | Spartak Subotica        | SL                      | 25         | 2          | CS              | 0               | 0               | -                  | -                  | -                  | -           | -           | -           | 25     | 2      |
| 2020-2021               | Spartak Subotica        | SL                      | 31         | 0          | CS              | 3               | 0               | -                  | -                  | -                  | -           | -           | -           | 34     | 0      |
| 2021-gen. 2022          | Spartak Subotica        | SL                      | 14         | 0          | CS              | 1               | 0               | -                  | -                  | -                  | -           | -           | -           | 15     | 0      |
| Totale Spartak Subotica | Totale Spartak Subotica | Totale Spartak Subotica | 111        | 2          |                 | 9               | 0               |                    | 3                  | 0                  |             | -           | -           | 123    | 2      |
| gen.-giu. 2022          | Proleter Novi Sad       | SL                      | 11         | 1          | CS              | 0               | 0               | -                  | -                  | -                  | -           | -           | -           | 11     | 1      |
| Totale carriera         | Totale carriera         | Totale carriera         | 122        | 3          |                 | 9               | 0               |                    | 3                  | 0                  |             | -           | -           | 134    | 3      |